# المقنع الكندي
محمد بن ظفر بن عمير بن أبي شمر الكندي (600م -689م )هو أحد شعراء العصر الأموي من قبيلة كندة اليمنية في جنوب الجزيرة العربية، من أهل حضرموت وُلد بـوادي دوعن، قيل أنه لُقِبَ بالمقنع لأنَّه كان أجملَ وأحسن النَّاس وجهًا وأمدَّهم قامةً وأكملهم خلقًا، وكان إذا سفر اللثام عن وجهه أصابته العين ويمرض ويلحقه عنت؛ فكان لا يمشي إلا مقنعاً ساتراً وجهه متَلثماً خوفاً من العين، وقيل أيضاً لأنه فارس رئيس مغطى بالسلاح كما قال الجاحظ وقال التبريزي في تفسيره للقبه أن المقنع هو اللابس لسلاحه، عاصر عبدالملك بن مروان وامتدحه، كان له محل كبير وشرف ومروءة وكان المقنع يُعرف بمكانته ومنزلته الرفيعة داخل عشيرته. يمتاز شعره برصانة الأسلوب وانتقاء الألفاظ والمفردات الشعرية بعناية فائقة تعرب عن تمكنه في صناعة الشعر وسمو مكانه بين شعراء العربية، كان سمح اليد بماله حتى نفد ما خلفه أبوه من مال؛ فاستعلى عليه بنو عمه بمالهم وجاههم وردوه حين خطب ابنتهم، وعيروه بتضييعه ماله وفقره ودينه فرَدّ على بني قومه حينما عاتبوه على كثرة أنفاقه والاستدانة في سبيلهم بقصيدة «دين الكريم» توفي المقنع سنة 689م..

## نسبه
محمد بن ظفر بن عمير بن أبي شمر بن فرعان بن قيس بن الأسود بن عبد الله بن الحارث بن عمرو بن معاوية بن كِنْدَة بن عفير بن عدي بن الحارث بن مرة بن أدد بن زيد بن يشجب بن عريب بن زيد بن كهلان بن سبأ بن يشجب بن يعرب بن قحطان.

## حياته
ولد الكندي في وادي دوعن بحضرموت في قبيلة كندة اليمنية جنوب الجزيرة العربية، ولا تعرف سنة مولده ولكنه عاصر الدولة الأموية، أحبَّ ابنة عمِّه وخطبها إلى أبيها وإخوتها، فرفضوا تزويجه إيَّاها بحجة فقره ودَينه، لأنَّه كان لا يردُّ سائلاً، فقد كان كريمًا جوَّادًا سمح اليد، جيِّد السر والسَّريرة.
كان جدّ المقنع عمير زعيم كندة، وبعد موته نشأ خلاف بين والد المقنع وهو ظفر وعمه عمرو بن أبي شمر على الزعامة، لكنّه كان لا يصل إليها ويقصر عنها، وقد كان هذا الخلاف سبباً في الخلاف بين المقنع الكندي وأبناء عمّه في ما بعد وقد يكون هذا سبب رفض أبناء عمّه تزويجه أختهم.

## مما قيل عنه
قال عنه الهيثم بن عدي:
كان عمير جده سيد كندة، وكان عمه عمرو بن أبي شمر ينازع أباه الرياسة ويساجله فيها، فيقصر عنه. نشأ محمد بن عمير المقنع، فكان متخرقاً في عطاياه، سمح اليد بماله، لا يرد سائلاً عن شيء حتى أتلف كل ما خلفه أبوه من مال، فاستعلاه بنو عمه عمرو بن أبي شمر بأموالهم وجاههم.
بنو عمه لم يزوجوه أختهم لفقره ودينه وهوي بنت عمه عمرو فخطبها إلى إخوتها، فردوه وعيروه بتخرقه وفقره وما عليه من الدين. 
نشأ المقنع في وسط هذا وعرف بالإنفاق وحب العطاء فانفق ما تركه له والده حتى أصبح مديناً، وجاءت إحدى قصائده «الدالية» معبرة عن حاله بعد استدانته من أبناء عمه، وتعد هذه القصيدة من أطول القصائد التي كتبها، واشهرها، وفي هذه القصيدة قام بالرد على أقاربه بعدما عاتبوه على كثرة إنفاقه والاستدانة منهم، فهو الكريم الذي لا يرد سائل.
قال عنه الأصفهاني في أغانيه:
إنّه كان أجمل الناس وجها، وكان إذا سفر اللثام عن وجهه أصابته العين، فيمرض ويجلس طريح الفراش لا يغادره مدة من الزمن؛ ولهذا كان يغطي وجهه دائما بقناع خوفا وحيطة.

## أشعاره
تعد قصيدة الدالية أو قصيدة دين الكريم من أشهر قصائد المقنع وفيها يقول:
وقال أيضاً: